# الخط العثماني
الخَطُّ العُثْمَانِيّ أو الرَّسْمُ العُثْمَانِيّ. ويُسمّى هكذا بسبب أنهُ كُتب أول مرةٍ بالمدينة المنورة في عهدِ الصحابي والخليفة عثمان بن عفّان وكان هو أول من أمر بنسخ القرآن وتدوينه. ذهب بعض العلماء إلى أن الرسم العثماني للقرآن توقيفي، يجب الأخذ به، ونسبوا هذا التوقيف إلى محمد -صلى الله عليه وسلم- وذهب البعض الآخر من العلماء إلى أن الرسم العثماني ليس توقيفيًا عن النبي محمد عليه الصلاة والسلام إنما هو اصطلاح تَلقَّتْهُ الأُمة بالقبول، وتوارثته بعد أن ارتضاه عثمان بن عفان والصحابة. والأُمة ما زالت إلى اليوم تُحافظ على هذا الرسم في كتابة المصحف ونشره، لأن هذا الالتزام سنة متبعة، لا ينبغي تجاوزها لأسباب منها:
1. الحفاظ على الرسم العثماني ضمان قوي لصيانة القرآن من التغيير والتبديل.
2. تبركًا بما رسمه أصحاب محمد، وخير الخلق من بعده وانعقد عليه إجماع الأُمة في عهد الصحابة والتابعين، ومن بعدهم من الأئمة المجتهدين.
3. إنه الرسم الذي يحمل جميع وجوه القراءات العشر.

والذي يعتاد القراءة في المصحف سرعان ما يألف ويفهم الفوارق الإملائية بالإشارات المرسومة على الكلمات، ويدرك أّن الصعوبة التي تواجهه في قراءة المصحف أول الأمر تتحول بالمراس بعد فترة قصيرة إلى سهولة تامة.

## الشكل والنقط
بقيت المصاحف العثمانية خالية من الشكل والإعجام. وكان الصحابة لفصاحتهم، وسلامة سليقتهم - لا يحتاجون إلى شيء من ذلك، حتى اتّسعت رقعة الدولة الإسلامية اتساعًا عظيمًا، واختلط العرب بالأعاجم، وأصبح العالم الإسلامي ضخمًا يموج بمختلف الأجناس، فضعفت السليقة وشاع اللحن، ودعت الحاجة لضبط القرآن بالشكل والحركات.
عهد الإمام علي بن أبي طالب إلى أبي الأسود الدؤلي للقيام بهذه المهمة، وهو أهل لذلك؛ لأنه من وجوه التابعين وفقهائهم ومحدثيهم، فكان أول من وضع النقط في المصاحف لتصوير حركات الإِعراب. وانتهى به اجتهاده أن اتّخذ علامة الفتحة نقطة فوق الحرف، وجعل علامة الكسرة نقطة أسفله. أما علامة الضمة فقد وضعها نقطة بين أجزاء الحرف، وجعل علامة السكون نقطتين.
وتوالت علامات ضبط الكلمات بالشكل إلى أن عهد عبد الملك بن مروان إلى الحجاج بن يوسف بإيجاد طريقة أدق في ضبط الكلمات فطلب الحجاج من الحسن البصري، ويحيى بن يعمرالعدواني شكل المصحف، فوضع هذان العالمان شكلًا جديدًا. وهو ما درج عليه الناس من قرون حتى يومنا هذا من علامات الفتحة والضمة والكسرة والسكون. وبقيت النقط على بعض الحروف. وسمى العلماء الحرف الغير منقوط «مُهْمَلًا» وسموا الحرف المنقوط «مُعْجَمًا».
ثم تدرّج الناس في وضع الرموز التي تشير إلى رؤوس الآيات، وعلامة الوقف إلى غير ذلك من وجوه التحسين.

## رسم الهمزة
إن الصحابة والتابعين لما كتبوا المصحف، كانت مصاحفهم مجردة من النقاط والحركات، ولما كانت الهمزة تتكرر في المصحف احتاجوا إلى طريقة لتثبيتها، واستعاروا لها شكل ما تؤول إليه في تخفيفها، تنبيهًا على توسعهم فيها.
الهمزة إما أن تكون ساكنة أو متحركة، فأما الساكنة فتقع من الكلمة وسطًا وطرفًا، وترسم في الموضعين بصورة الحرف الذي منه حركة ما قبلها؛ لأنها به تبدل في التخفيف، نحو: البأس، وجئت، المؤمنون، اقرأ، ونبئ، ولؤلؤ. الهمزة المتحركة تقع من الكلمة ابتداءً ووسطًا وطرفًا. فأما التي تقع ابتداءً فإنها ترسم ألفًا، نحو: أخذنا، وإبراهيم، وأوحي، وكذلك حُكمها إن اتصل بها حرف دخيل زائد، نحو: سأَصرف. وأما التي تقع وسطًا فلها ثلاثة أحوال:
1. أن ترسم بصورة حركة الهمزة؛ وذلك إذا كانت الهمزة مفتوحة أو مضمومة أو مكسورة وقد سبقت بفتح، لأنها بها تخفف، نحو: سأل، ويئس، ويذرؤكم، وكذا إذا كانت الهمزة مضمومة أو مكسورة وقد سبقت بألف، نحو: ءاباؤكم، وءابائهم.
2. أن ترسم بصورة حركة الحرف الذي قبل الهمزة، وذلك إذا كانت الهمزة مفتوحة وقد سبقت بضم أو كسر، أو مضمومة وقبلها كسرة، لأنها به تبدل في التخفيف، نحو: الخاطئة، والفؤاد، أنبئكم.
3. أن ترسم بلا صورة، وذلك في كل ما يخفف فيه بالنقل أو بالبدل، نحو: يسأل، شيئًا، ونحو ذلك، أو ما فيه اجتماع ألفين أو واوين أو ياءين، نحو: ءادم، وإسراءيل، برءوسكم، وكذا إذا كان الساكن الواقع قبلها ألفا وانفتحت، نحو: أبناءنا.

وأما التي تقع طرفا فأنها ترسم بصورة حركة الحرف الذي قبل الهمزة، لأنها بها تخفف لقوته، نحو: بدأ، وقرئ، وامرؤا، وإن سكن ما قبلها لم ترسم لها صورة، نحو: المرء. فهذا قياس رسم الهمزة في جميع أحوالها وحركاتها، وقد جاءت حروف في الرسم خارجة عن ذلك لمعان.

## زيادة الأحرف في الرسم العثماني
عندما كتب الصحابة القرآن وافقوا الرسم القياسي الإملائي في أغلب قواعده، وجاء اختلافهم في اليسير منها كزيادة بعض الأحرف، وقد علل العلماء ذلك بعلل، منها: ليكون رسم المصاحف مميزا ولا يكون الأخذ إلا منها، فلا يهتدي المرء إلى تلاوة القرآن إلا بطريق العرض والمشافهة، أو للدلالة على وجه من أوجه القراءات، أو أن زيادة الألف في الفعل؛ لأن الفعل أثقل من الاسم، وغير ذلك من العلل كلها لا تعد أن تكون ظنية ولكن الشيء الوحيد الذي يمكن التسليم به: أن المصحف كتب هكذا لحكمة لم نفهمها وإشارة لم ندركها.
ترد بعض الزيادات التي وردت في الرسم الذي انتهى عليه أمر القرآن في العرضة الأخيرة، في جمع عثمان للقرآن الكريم، وهذه الزيادة تدور في الألف والياء والواو، كزيادة الألف بعد الميم في مئة نحو: ﴿مِائَةَ﴾ [البقرة: 259]، ﴿مِائَتَيْنِ﴾ [الأنفال: 65] حيث وقعت، وزيادة الألف في قوله: ﴿لأاْذْبَحَنَّهُ﴾ [النمل: 21]، وزيادة الياء في نحو: ﴿تِلۡقَآيِٕ﴾ [يونس: 15]. و﴿وَإِيتَآيِٕ﴾ [النحل: 90]. وزيادة الواو في نحو: ﴿وَأُوْلَٰتُ﴾ [الطلاق: 6].
وهي ما زيد في الخط ولكنه لا يلفظ، وهي تدور في الألف والياء والواو على النحو التالي:

### زيادة الألف
- تزاد الألف بعد الميم في مئة، نحو: ﴿مِائَةَ﴾ [البقرة: 259]، ﴿مِائَتَيْنِ﴾ [الأنفال: 65] حيث وقعت.
- تزاد الألف بعد النون، نحو: ﴿لكنَّا﴾ [الكهف: 38]، ﴿أَنَا﴾ [البقرة: 258] حيث وقعت، ﴿الظُّنُونَا﴾ [الأحزاب: 10].
- تزاد الألف بعد الشين في نحو: ﴿لِشَاىءٍ﴾ [الكهف: 23].
- تزاد الألف بعد اللام في نحو: ﴿الرَّسُولَا﴾، ﴿السَّبِيلَا﴾ [الأحزاب: 66، 67]، ﴿سَلْسَبِيلَا﴾ [الإنسان: 4].
- تزاد الألف بعد واو الجمع المتطرفة المتصلة بالفعل أو باسم الفاعل، نحو: ﴿آمَنُوا﴾ [البقرة: 9]، ﴿فَاسْعَوْا﴾ [الجمعة:9]، ﴿ومُرْسِلُوا﴾ [القمر: 57].
- تزاد الألف بعد الواو المتطرفة في: (بنو إسرائيل، وأولوا) حيث وقعت. وكذا زيادة الألف في قوله: ﴿لأاْذْبَحَنَّهُ﴾ [النمل: 21].

### زيادة الياء
زيدت الياء في رسم المصاحف في هذه الكلمات:
- ﴿تِلۡقَآيِٕ﴾ [يونس: 15].
- ﴿وَإِيتَآيِٕ﴾ [النحل: 90].
- ﴿ءَانَآيِٕ﴾ [طه: 130].
- ﴿وَرَآيِٕ﴾ [الشورى: 51].
- ﴿بِأَييِّكُمُ﴾ [القلم: 6].
- ﴿بِأَيۡيْدٖ﴾ [الذاريات: 47].
- ﴿أَفَإِيْن﴾ [الأنبياء: 34، آل عمران: 144].
- قالب:نَّبَإِيْ [الأنعام: 34].

وتزاد الياء في كلمة ﴿مَلَأٌ﴾ إذا خفضت وأضيفت إلى ضمير، نحو:
- ﴿وَمَلَإِيْهِۦ ﴾ [الأعراف: 103].

### زيادة الواو
زيدت الواو في أربع كلمات:
- ﴿وَأُوْلِي﴾ [النساء: 83] حيث وقعت.
- ﴿وَأُوْلَٰتُ﴾ [الطلاق: 6].
- ﴿أُولاءِ﴾ [آل عمران: 119] كيف جاءت.[10][11][12]

## وصلات خارجية
- القرآن الكريم بالرسم العثماني.